# Euphorbia seguieriana
Euphorbia seguieriana là một loài thực vật có hoa trong họ Đại kích. Loài này được Neck. mô tả khoa học đầu tiên năm 1770.

## Hình ảnh

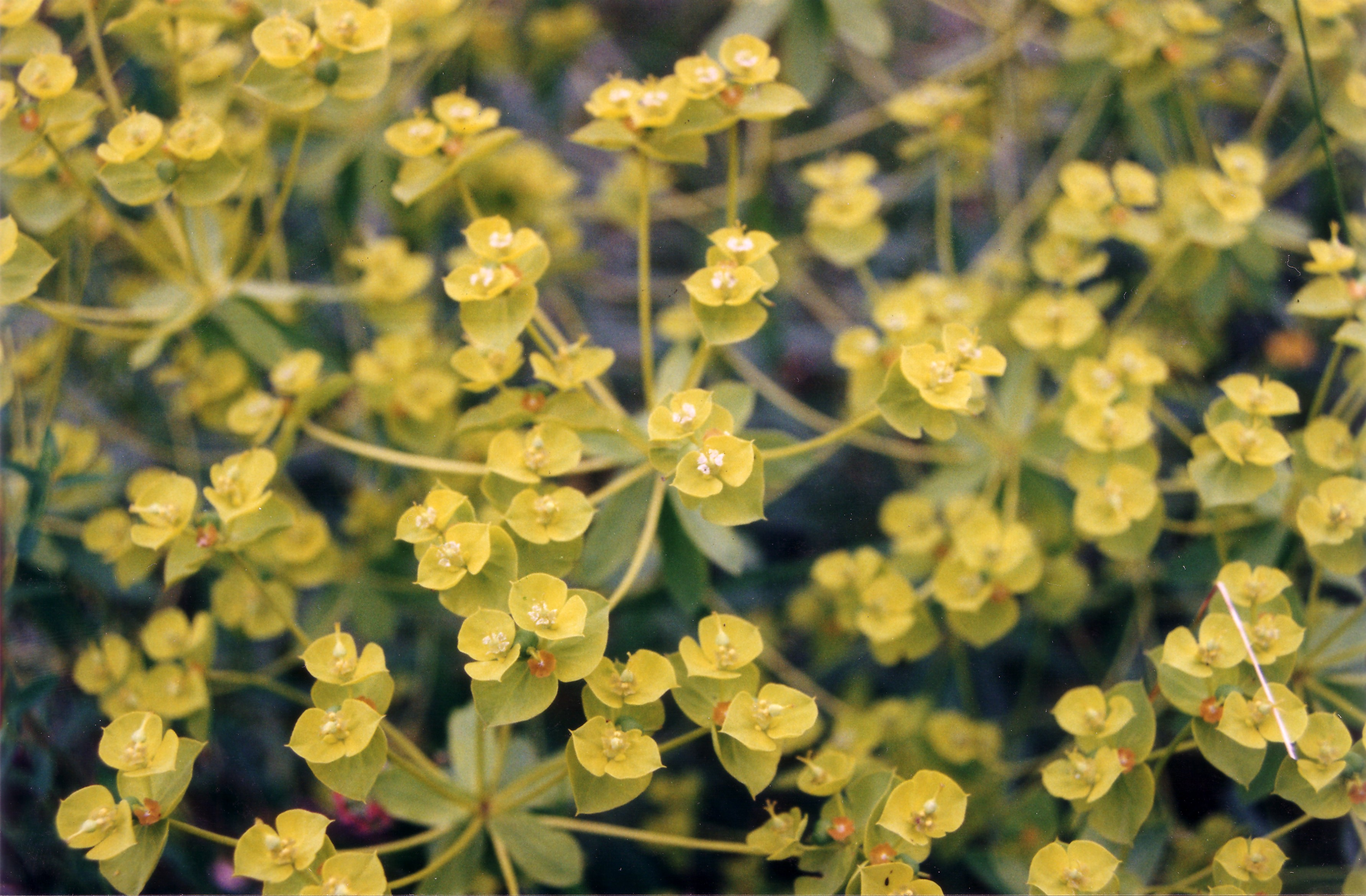
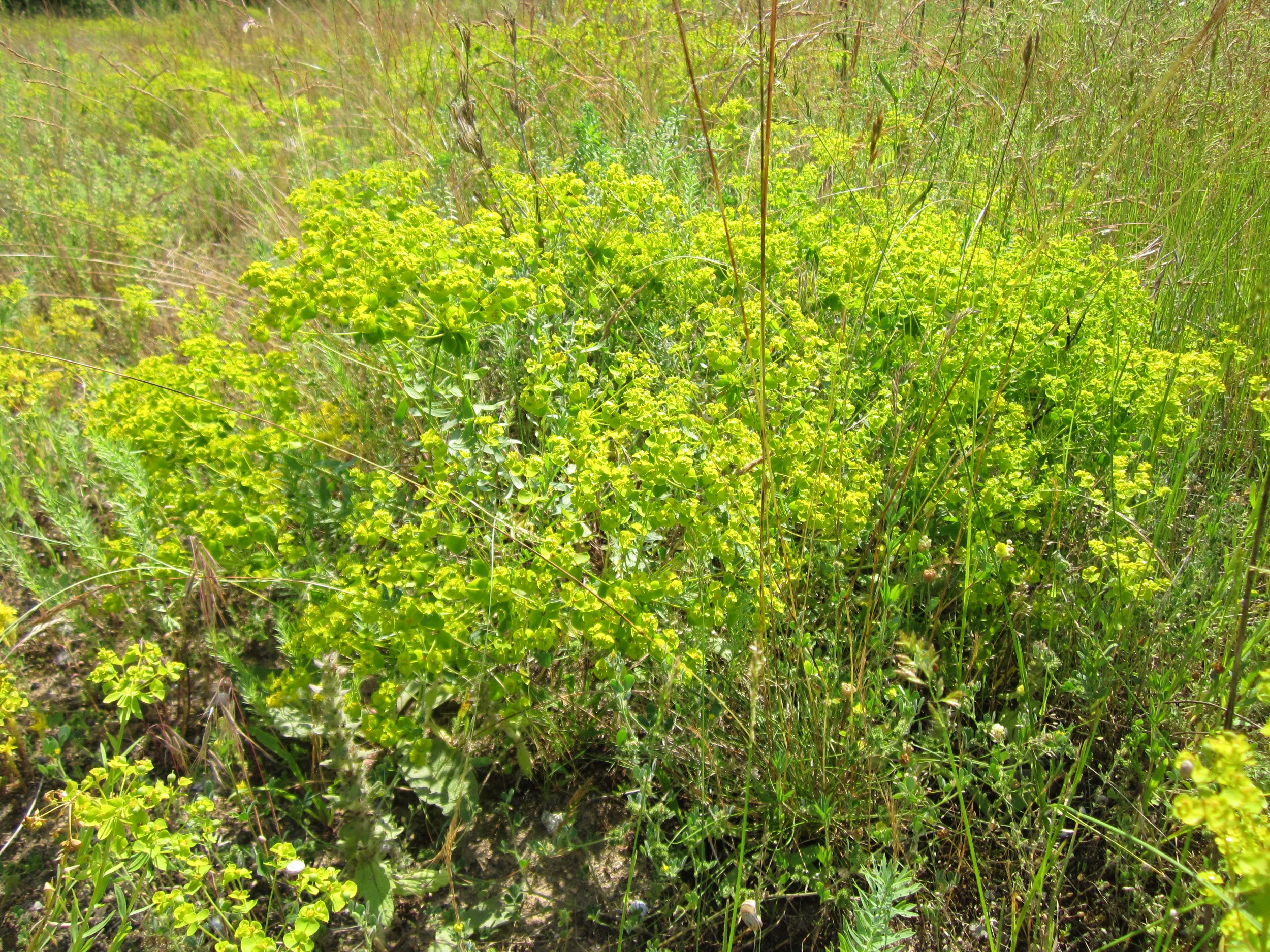
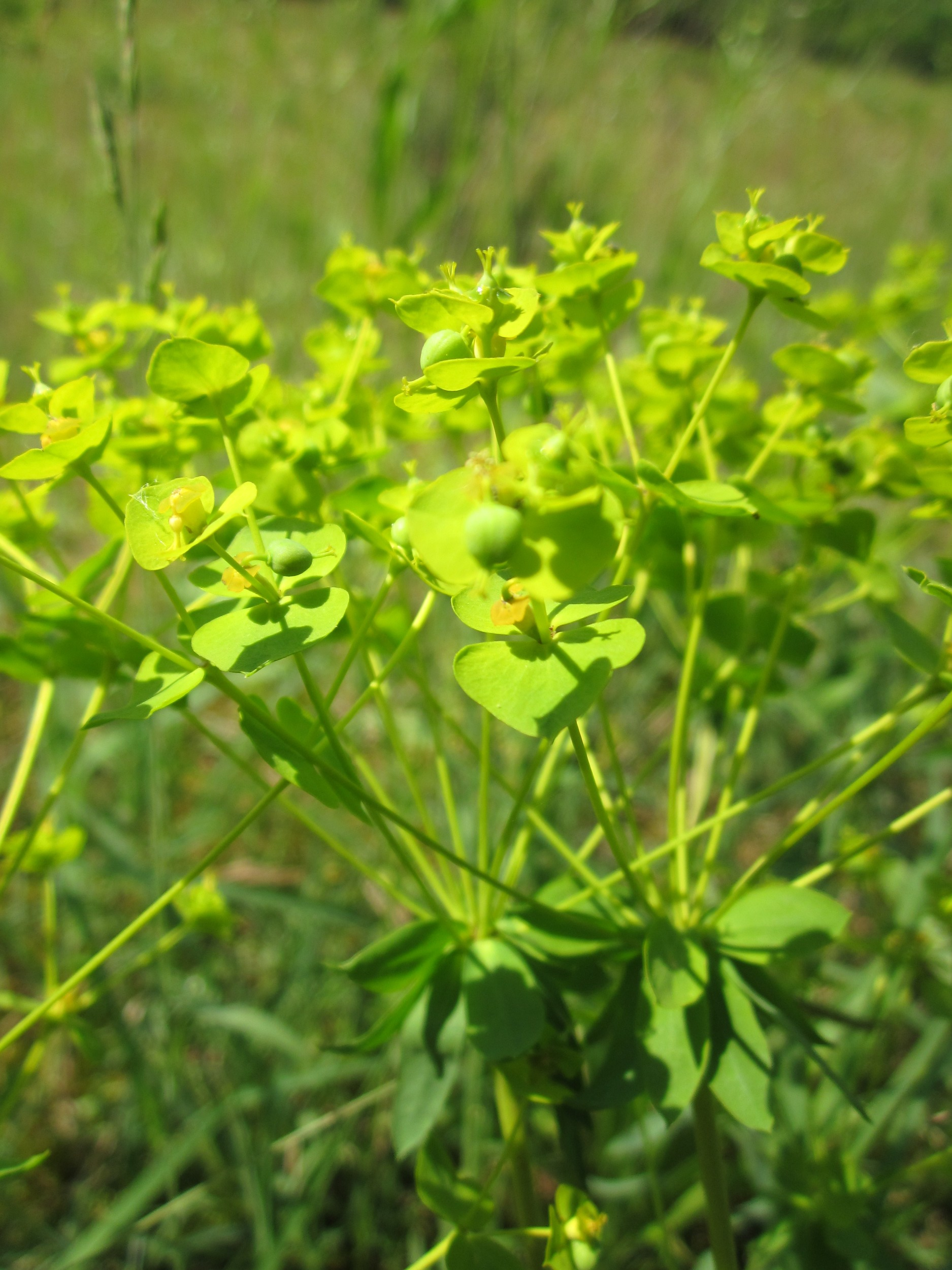
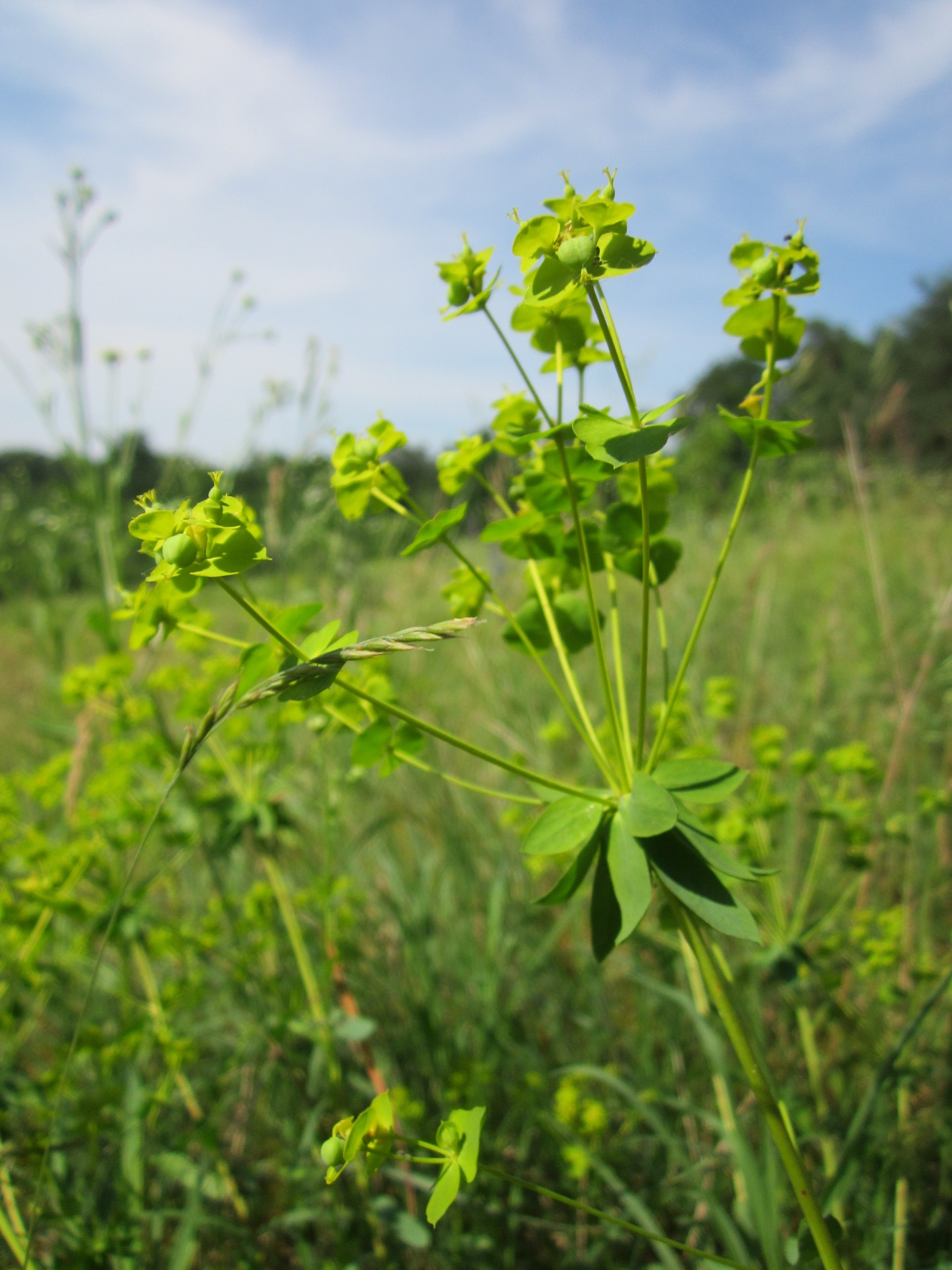